# Port lotniczy Dolpa
Port lotniczy Dolpa – port lotniczy położony w dystrykcie Dolpa w Nepalu.